# Torgöt Fotsarve

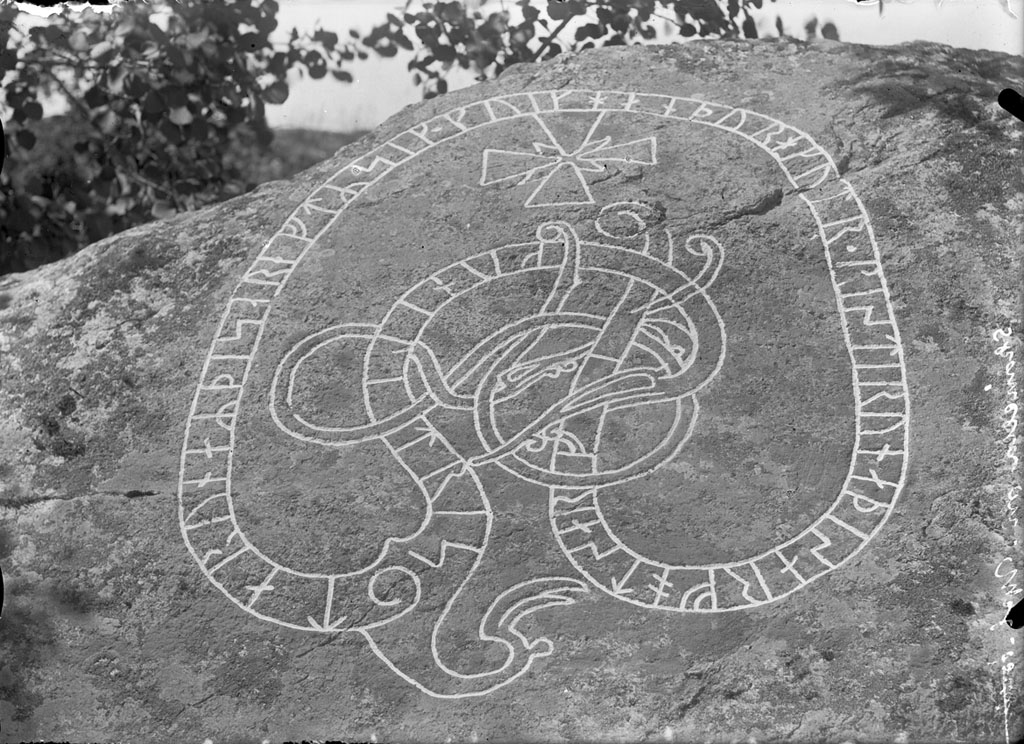
Pedra rúnica U 308 a Ekeby, signada per Torgöt

Torgöt Fotsarve (nòrdic antic: Þorgautr) fou un viking d'Uppland, Suècia, conegut com a mestre gravador de runas (erilaz) actiu a finals l'era vikinga (s. XI).
A diferència d'altres zones d'Europa durant l'alta edat mitjana, molts escandinaus probablement sabien llegir i escriure, sobre os o fusta. Torgöt és conegut pel seu treball en estil Urnes, que és la darrera fase dels estils zoomòrfics de decoració vikinga que es desenvolupà durant la segona part del segle xi i el començament del xii.
La pedra rúnica U 308 d'Ekeby fou suposadament gravada per Torgöt, fill del mestre i també erilaz Fot. La influència del seu pare és evident: la seua obra està classificada com a estil Urnes Pr4. La inscripció rúnica d'aquesta peça diu:
Þorgautr risti runaR þessaR, Fots arfi, o "Þorgautr, hereu de Fótr, gravà aquestes runes."
Altres peces conegudes signades per Torgöt Fotsarve són U 746 a Hårby i U 958 a Villinge. Se li atribueixen altres divuit peces més, basant-se en l'estil.
Una pedra rúnica de Södermanland, la hui perduda Sö 341 a Stavsta, apareix signada per un erilaz anomenat Þorgautr, però és una persona diferent.